# Біг-Пайн (Каліфорнія)
Біг-Пайн (англ. Big Pine) — переписна місцевість (CDP) в США, в окрузі Іньйо штату Каліфорнія. Населення — 1875 осіб (2020).

## Географія
Біг-Пайн розташований за координатами 37°9′56″ пн. ш. 118°17′47″ зх. д. / 37.16556° пн. ш. 118.29639° зх. д. (37.165507, -118.296262).  За даними Бюро перепису населення США в 2010 році переписна місцевість мала площу 7,66 км², з яких 7,65 км² — суходіл та 0,00 км² — водойми.

## Демографія
Згідно з переписом 2010 року, у переписній місцевості мешкало 1756 осіб у 764 домогосподарствах у складі 497 родин. Густота населення становила 229 осіб/км².  Було 871 помешкання (114/км²).
Расовий склад населення:
| - 67,9 % — білих - 24,9 % — корінних американців - 0,7 % — азіатів - 0,2 % — чорних або афроамериканців - 0,1 % — вихідців з тихоокеанських островів - 3,0 % — осіб інших рас |

До двох чи більше рас належало 3,2 %. Частка іспаномовних становила 10,4 % від усіх жителів.
За віковим діапазоном населення розподілялося таким чином: 19,4 % — особи молодші 18 років, 61,0 % — особи у віці 18—64 років, 19,6 % — особи у віці 65 років та старші. Медіана віку мешканця становила 46,6 року. На 100 осіб жіночої статі у переписній місцевості припадало 97,1 чоловіків;  на 100 жінок у віці від 18 років та старших — 92,3 чоловіків також старших 18 років.
Середній дохід на одне домашнє господарство  становив 63 213 долари США (медіана — 49 250), а середній дохід на одну сім'ю — 73 663 долари (медіана — 61 447). Медіана доходів становила 55 294 долари для чоловіків та 42 757 доларів для жінок. За межею бідності перебувало 10,6 % осіб, у тому числі 20,4 % дітей у віці до 18 років та 1,9 % осіб у віці 65 років та старших.
Цивільне працевлаштоване населення становило 675 осіб. Основні галузі зайнятості: освіта, охорона здоров'я та соціальна допомога — 27,3 %, публічна адміністрація — 19,1 %, роздрібна торгівля — 14,2 %, будівництво — 10,4 %.